# Чемпіонат світу з футболу 1994 (кваліфікаційний раунд, КАФ)
У рамках відбіркового турніру до чемпіонату світу з футболу 1994 команди африканської конфедерації КАФ змагалися за три місця у фінальній частині чемпіонату світу з футболу 1994.
Загалом позмагатися за участь у чемпіонаті висловили бажання 40 африканських команд. Однак до проведення жеребкування збірні Буркіна-Фасо, Малаві, Сан-Томе і Принсіпі та Сьєрра-Леоне знялися
За результатами кваліфікаційного раунду Африку на чемпіонаті світу представляли збірні Нігерії, Камеруну і Марокко.

## Формат
Турнір проходив у два раунди:
- Перший раунд: 36 команд були розподілені між 9 групами по 4 команди у кожній. Команди проводили між собою по дві гри, одній вдома і одній у гостях. Переможці груп виходили до Фінального раунду.
- Фінальний раунд: 9 команд були поділені на 3 групи по 3 команди у кожній. Команди проводили між собою по дві гри, одній вдома і одній у гостях. Переможці груп ставали переможцями кваліфікації і учасниками фінальної частини чемпіонату світу.

## Перший раунд

### Група A
| Команда | І       | В       | Н       | П       | Г+      | Г-      | РГ      | О       |
| ------- | ------- | ------- | ------- | ------- | ------- | ------- | ------- | ------- |
| Алжир   | 4       | 2       | 1       | 1       | 5       | 4       | +1      | 5       |
| Гана    | 4       | 2       | 0       | 2       | 4       | 3       | +1      | 4       |
| Бурунді | 4       | 1       | 1       | 2       | 2       | 4       | -2      | 3       |
| Уганда  | знялася | знялася | знялася | знялася | знялася | знялася | знялася | знялася |

Алжир вийшов до Фінального раунду.
| 9 жовтня 1992 |

| Алжир                       | 3 – 1    | Бурунді              |
| --------------------------- | -------- | -------------------- |
| Тасфаут 40', 87' Мезіан 70' | Протокол | Нійонкуру 89' (пен.) |

| Стад Акід Лотфі, Тлемсен, Алжир Глядачів: 27,000 Арбітр: Ідрісса Сарр (Мавританія) |

| 25 жовтня 1992 |

| Бурунді      | 1 – 0 | Гана |
| ------------ | ----- | ---- |
| Габімана 78' |       |      |

| Стад Прінс Луї Рвагасоре, Бужумбура, Бурунді Глядачів: 7,000 Арбітр: Алі Тахір Хафіді (Танзанія) |

| 20 грудня 1992 |

| Гана               | 2 – 0    | Алжир |
| ------------------ | -------- | ----- |
| Єбоа 24' К. Аю 82' | Протокол |       |

| Спортивний стадіон, Аккра, Гана Глядачів: 40,000 Арбітр: Сулейман Бадара Сене (Сенегал) |

| 17 січня 1993 |

| Бурунді | 0 – 0    | Алжир |
| ------- | -------- | ----- |
|         | Протокол |       |

| Стад Прінс Луї Рвагасоре, Бужумбура, Бурунді Глядачів: 5,000 Арбітр: Джонатан Гатера (Руанда) |

| 31 січня 1993 |

| Гана        | 1 – 0 | Бурунді |
| ----------- | ----- | ------- |
| А. Пеле 19' |       |         |

| Спортивний стадіон, Кумасі, Гана Глядачів: 31,711 Арбітр: Ідрісса Сарр (Мавританія) |

| 26 лютого 1993 |

| Алжир                  | 2 – 1    | Гана        |
| ---------------------- | -------- | ----------- |
| Брахімі 60' Мезіан 85' | Протокол | Аконнор 12' |

| Стад Акід Лотфі, Тлемсен, Алжир Глядачів: 30,000 Арбітр: Лім Кі Чон (Маврикій) |

### Група B
| Команда  | І                       | В                       | Н                       | П                       | Г+                      | Г-                      | РГ                      | О                       |
| -------- | ----------------------- | ----------------------- | ----------------------- | ----------------------- | ----------------------- | ----------------------- | ----------------------- | ----------------------- |
| Камерун  | 4                       | 2                       | 2                       | 0                       | 7                       | 1                       | +6                      | 6                       |
| Есватіні | 3                       | 1                       | 1                       | 1                       | 1                       | 5                       | -4                      | 3                       |
| Заїр     | 3                       | 0                       | 1                       | 2                       | 1                       | 3                       | -2                      | 1                       |
| Ліберія  | знялася після двох ігор | знялася після двох ігор | знялася після двох ігор | знялася після двох ігор | знялася після двох ігор | знялася після двох ігор | знялася після двох ігор | знялася після двох ігор |

Ліберія знялася після проведення двох матчів, їх результати були анульовані. Свазіленд і Заїр не проводили очну зустріч, оскільки жодна з команд на той час вже не мала шансів кваліфікуватися.
Камерун вийшов до Фінального раунду.
| 11 жовтня 1992 |

| Заїр                             | 4 – 2 анульовано | Ліберія             |
| -------------------------------- | ---------------- | ------------------- |
| Кабонго 39', 50' Лукаку 72', 85' |                  | Себве 32' Согбі 55' |

| Стад Тата Рафаель, Кіншаса, Заїр Арбітр: Жан-Фідель Дірамба (Габон) |

| 18 жовтня 1992 |

| Камерун                                           | 5 – 0 | Есватіні |
| ------------------------------------------------- | ----- | -------- |
| Тікі 10' Чамі 16' Джаппа 20' Мбарга 64' Ф'яла 88' |       |          |

| Стад Ахмаду Ахіджо, Яунде, Камерун Глядачів: 10,336 Арбітр: Омер Єнго (Конго) |

| 25 жовтня 1992 |

| Ліберія | 0 – 0 анульовано | Камерун |
| ------- | ---------------- | ------- |
|         |                  |         |

| Семюел Каньйон До, Монровія, Ліберія Арбітр: Доджі Уннаке-Куассі (Того) |

| 25 жовтня 1992 |

| Есватіні     | 1 – 0 | Заїр |
| ------------ | ----- | ---- |
| Тербланш 85' |       |      |

| Національний стадіон Сомхоло, Лобамба, Свазіленд Арбітр: Арун Ондера (Кенія) |

| 10 січня 1993 |

| Заїр            | 1 – 2 | Камерун             |
| --------------- | ----- | ------------------- |
| Качі 85' (пен.) |       | Ебонге 50' Чамі 60' |

| Стад Тата Рафаель, Кіншаса, Заїр Глядачів: 28,941 Арбітр: Джоел Дварф Мондока (Замбія) |

| 17 січня 1993 |

| Есватіні | 0 – 0 | Камерун |
| -------- | ----- | ------- |
|          |       |         |

| Національний стадіон Сомхоло, Лобамба, Свазіленд Арбітр: Крістіан Чикука (Замбія) |

| 31 січня 1993 |

| Заїр | не проводився | Есватіні |
| ---- | ------------- | -------- |
|      |               |          |

| Стад Тата Рафаель, Кіншаса, Заїр Арбітр: Банцімба (Конго) |

| 1 березня 1993 |

| Камерун | 0 – 0 | Заїр |
| ------- | ----- | ---- |
|         |       |      |

| Стад Ахмаду Ахіджо, Яунде, Камерун Арбітр: Ентоні Едуса (Гана) |

### Група C
| Команда  | І | В | Н | П | Г+ | Г- | РГ | О  |
| -------- | - | - | - | - | -- | -- | -- | -- |
| Зімбабве | 6 | 4 | 2 | 0 | 8  | 4  | +4 | 10 |
| Єгипет   | 6 | 3 | 2 | 1 | 9  | 3  | +6 | 8  |
| Ангола   | 5 | 1 | 2 | 2 | 3  | 4  | -1 | 4  |
| Того     | 5 | 0 | 0 | 5 | 2  | 11 | -9 | 0  |

Збірна Того замінила збірну Сьєрра-Леоне, оскільки остання знялася після жеребкування.
Ангола і Того не проводили очну зустріч, оскільки жодна з команд на той час вже не мала шансів кваліфікуватися.
Зімбабве вийшло до Фінального раунду.
| 9 жовтня 1992 |

| Зімбабве      | 1 – 0 | Того |
| ------------- | ----- | ---- |
| А. Ндлову 67' |       |      |

| Національний спортивний стадіон, Хараре, Зімбабве Глядачів: 42,958 Арбітр: Макневер Манг'анда (Малаві) |

| 11 жовтня 1992 |

| Єгипет        | 1 – 0 | Ангола |
| ------------- | ----- | ------ |
| Х. Хассан 63' |       |        |

| Осман Ахмед Осман, Каїр, Єгипет Арбітр: Рашид Бен Хедія (Туніс) |

| 25 жовтня 1992 |

| Того     | 1 – 4 | Єгипет                                         |
| -------- | ----- | ---------------------------------------------- |
| Салу 80' |       | Мансур 24' Х. Хассан 32', 89' (пен.) Рамзі 84' |

| Стад де Кегуе, Ломе, Того Глядачів: 10,253 Арбітр: Шериф Бубакар Мбає (Сенегал) |

| 20 грудня 1992 |

| Зімбабве               | 2 – 1 | Єгипет       |
| ---------------------- | ----- | ------------ |
| П. Ндлову 40' Саву 49' |       | Ель-Касс 64' |

| Національний спортивний стадіон, Хараре, Зімбабве Глядачів: 55,000 Арбітр: Гетачев Меконен (Ефіопія) |

| 10 січня 1993 |

| Ангола    | 1 – 1 | Зімбабве |
| --------- | ----- | -------- |
| Руссо 60' |       | Саву 25' |

| Ештадіу да Сідадела, Луанда, Ангола Арбітр: Калумба Кабуя (Заїр) |

| 17 січня 1993 |

| Того    | 1 – 2 | Зімбабве            |
| ------- | ----- | ------------------- |
| Алі 69' |       | Саву 47' Маккоп 62' |

| Стад де Кегуе, Ломе, Того Глядачів: 5,464 Арбітр: Фоде Капі Камара (Гвінея) |

| 18 січня 1993 |

| Ангола | 0 – 0 | Єгипет |
| ------ | ----- | ------ |
|        |       |        |

| Ештадіу да Сідадела, Луанда, Ангола Арбітр: Ерік Бларо (Бельгія) |

| 31 січня 1993 |

| Єгипет                               | 3 – 0 | Того |
| ------------------------------------ | ----- | ---- |
| Х. Хассан 58' Еззат 83' Ель-Касс 89' |       |      |

| Стадіон Каїрської військової академії, Каїр Арбітр: Мохамед Бахар (Мадагаскар) |

| 31 січня 1993 |

| Зімбабве               | 2 – 1 | Ангола   |
| ---------------------- | ----- | -------- |
| Саву 17' П. Ндлову 61' |       | Нету 44' |

| Національний спортивний стадіон, Хараре, Зімбабве Арбітр: Карамчанд Тілакдгаррі (Маврикій) |

| 14 лютого 1993 |

| Ангола | не проводився | Того |
| ------ | ------------- | ---- |
|        |               |      |

|  |

| 28 лютого 1993 |

| Єгипет                         | 2 – 1 анульовано | Зімбабве |
| ------------------------------ | ---------------- | -------- |
| Касем 32' (пен.) Х. Хассан 40' |                  | Саву 5'  |

| Каїрський міжнародний стадіон, Каїр, Єгипет Арбітр: Жан-Фідель Дірамба (Габон) |

| 28 лютого 1993 |

| Того | 0 – 1 | Ангола     |
| ---- | ----- | ---------- |
|      |       | Паулан 83' |

| Стад де Кегуе, Ломе, Того Глядачів: 2,427 Арбітр: Усман Сулейман Діалло (Буркіна-Фасо) |

| 15 квітня 1993 |

| Єгипет | 0 – 0 перегравання | Зімбабве |
| ------ | ------------------ | -------- |
|        |                    |          |

| Жерлан, Ліон, Франція Глядачів: 10,000 Арбітр: Жоель Кінью (Франція) |

### Група D
| Команда          | І                              | В                              | Н                              | П                              | Г+                             | Г-                             | РГ                             | О                              |
| ---------------- | ------------------------------ | ------------------------------ | ------------------------------ | ------------------------------ | ------------------------------ | ------------------------------ | ------------------------------ | ------------------------------ |
| Нігерія          | 4                              | 3                              | 1                              | 0                              | 7                              | 0                              | +7                             | 7                              |
| ПАР              | 4                              | 2                              | 1                              | 1                              | 2                              | 4                              | -2                             | 5                              |
| Республіка Конго | 4                              | 0                              | 0                              | 4                              | 0                              | 5                              | -5                             | 0                              |
| Лівія            | знялася, результати анульовані | знялася, результати анульовані | знялася, результати анульовані | знялася, результати анульовані | знялася, результати анульовані | знялася, результати анульовані | знялася, результати анульовані | знялася, результати анульовані |

Збірна Південно-Африканської Республіки замінила збірну Сан-Томе і Принсіпі, оскільки остання знялася після жеребкування.
Нігерія вийшла до Фінального раунду.
| 10 жовтня 1992 |

| Нігерія                          | 4 – 0 | ПАР |
| -------------------------------- | ----- | --- |
| Рікі 34' Сяся 56' Єкіні 65', 89' |       |     |

| Національний стадіон, Лагос, Нігерія Глядачів: 40,738 Арбітр: Рех Одеї (Гана) |

| 25 жовтня 1992 |

| ПАР         | 1 – 0 | Республіка Конго |
| ----------- | ----- | ---------------- |
| Масінґа 27' |       |                  |

| ФНБ-Стедіум, Йоганнесбург, Південно-Африканська Республіка Глядачів: 18,964 Арбітр: Лім Кі Чон (Маврикій) |

| 20 грудня 1992 |

| Республіка Конго | 0 – 1 | Нігерія   |
| ---------------- | ----- | --------- |
|                  |       | Єкіні 22' |

| Стад Альфонс Массемба-Деба, Браззавіль, Республіка Конго Глядачів: 60,000 Арбітр: П'єр Ален Мунгенгі (Габон) |

| 16 січня 1993 |

| ПАР | 0 – 0 | Нігерія |
| --- | ----- | ------- |
|     |       |         |

| ФНБ-Стедіум, Йоганнесбург, Південно-Африканська Республіка Глядачів: 47,748 Арбітр: Едвін Сенаї (Ботсвана) |

| 31 січня 1993 |

| Республіка Конго | 0 – 1 | ПАР        |
| ---------------- | ----- | ---------- |
|                  |       | Легоді 86' |

| Стад Альфонс Массемба-Деба, Браззавіль, Республіка Конго Глядачів: 6,000 Арбітр: Сільвен Абіканлу (Бенін) |

| 27 лютого 1993 |

| Нігерія               | 2 – 0 | Республіка Конго |
| --------------------- | ----- | ---------------- |
| Фулуду 14' Джордж 84' |       |                  |

| Ннамді Азіківе, Енугу, Нігерія Глядачів: 30,202 Арбітр: Мохамед Кураджі (Алжир) |

### Група E
| Команда     | І       | В       | Н       | П       | Г+      | Г-      | РГ      | О       |
| ----------- | ------- | ------- | ------- | ------- | ------- | ------- | ------- | ------- |
| Кот-д'Івуар | 4       | 2       | 2       | 0       | 7       | 0       | +7      | 6       |
| Нігер       | 4       | 2       | 1       | 1       | 3       | 2       | +1      | 5       |
| Ботсвана    | 4       | 0       | 1       | 3       | 1       | 9       | -8      | 1       |
| Судан       | знялася | знялася | знялася | знялася | знялася | знялася | знялася | знялася |

Кот-д'Івуар вийшов до Фінального раунду.
| 10 жовтня 1992 |

| Кот-д'Івуар                                                      | 6 – 0 | Ботсвана |
| ---------------------------------------------------------------- | ----- | -------- |
| А. Траоре 10', 17' (пен.), 86' Бен Салах 14' Тьєї 69' Куадіо 70' |       |          |

| Фелікс Уфує-Боїньї, Абіджан, Кот-д'Івуар Глядачів: 15,052 Арбітр: Тітус Олабоде Адегбеїнгбе (Нігерія) |

| 25 жовтня 1992 |

| Нігер | 0 – 0 | Кот-д'Івуар |
| ----- | ----- | ----------- |
|       |       |             |

| 29 липня, Ніамей, Нігер Глядачів: 14,230 Арбітр: Ахмат Кіндер (Гана) |

| 20 грудня 1992 |

| Ботсвана | 0 – 1 | Нігер      |
| -------- | ----- | ---------- |
|          |       | Яттага 32' |

| Національний стадіон, Габороне, Ботсвана Арбітр: Воллес Ернест Мабуза (Свазіленд) |

| 17 січня 1993 |

| Ботсвана | 0 – 0 | Кот-д'Івуар |
| -------- | ----- | ----------- |
|          |       |             |

| Національний стадіон, Габороне, Ботсвана Арбітр: Алем Ассефа (Ефіопія) |

| 31 січня 1993 |

| Кот-д'Івуар   | 1 – 0 | Нігер |
| ------------- | ----- | ----- |
| А. Траоре 54' |       |       |

| Фелікс Уфує-Боїньї, Абіджан, Кот-д'Івуар Глядачів: 18,011 Арбітр: Мамадуба Енгейдж Камара (Гвінея) |

| 28 лютого 1993 |

| Нігер         | 2 – 1 | Ботсвана   |
| ------------- | ----- | ---------- |
| Ахая 23', 89' |       | Дуїкер 37' |

| 29 липня, Ніамей, Нігер Арбітр: Сіді Бекає Магасса (Малі) |

### Група F
| Команда | І | В | Н | П | Г+ | Г- | РГ  | О  |
| ------- | - | - | - | - | -- | -- | --- | -- |
| Марокко | 6 | 4 | 2 | 0 | 13 | 1  | +12 | 10 |
| Туніс   | 6 | 3 | 3 | 0 | 14 | 2  | +12 | 9  |
| Ефіопія | 6 | 1 | 1 | 4 | 3  | 11 | -8  | 3  |
| Бенін   | 6 | 1 | 0 | 5 | 3  | 19 | -16 | 2  |

Збірна Беніну замінила збірну Малаві, оскільки остання знялася після жеребкування.
Марокко вийшло до Фінального раунду.
| 11 жовтня 1992 |

| Туніс                                                        | 5 – 1 | Бенін          |
| ------------------------------------------------------------ | ----- | -------------- |
| Ф. Руїсі 16' (пен.) Махжубі 30' Хамруні 40', 52' Селлімі 77' |       | Сакраменто 43' |

| Стад ель-Менза, Туніс, Туніс Глядачів: 30,118 Арбітр: П'єрлуїджі Пайретто (Італія) |

| 11 жовтня 1992 |

| Марокко                                      | 5 – 0 Перерваний на 51-ій хвилині | Ефіопія |
| -------------------------------------------- | --------------------------------- | ------- |
| Шауш 2', 29' Фертут 14' Лашаф 40' Самаді 50' |                                   |         |

| Мохаммед V, Касабланка, Марокко Глядачів: 6,820 Арбітр: Рашид Меджиба (Алжир) |

| 25 жовтня 1992 |

| Ефіопія | 0 – 0 | Туніс |
| ------- | ----- | ----- |
|         |       |       |

| Хайле Селассіє, Аддис-Абеба, Ефіопія Глядачів: 2,488 Арбітр: Бора Маді Каносо (Мадагаскар) |

| 25 жовтня 1992 |

| Бенін | 0 – 1 | Марокко   |
| ----- | ----- | --------- |
|       |       | Дауді 50' |

| Стад де л'Амітьє, Котону, Бенін Глядачів: 2,488 Арбітр: Ой Аттікора (Кот-д'Івуар) |

| 20 грудня 1992 |

| Туніс        | 1 – 1 | Марокко    |
| ------------ | ----- | ---------- |
| Ф. Руїсі 44' |       | Буйбуд 85' |

| Стад ель-Менза, Туніс, Туніс Глядачів: 36,950 Арбітр: Мішель Піро (Бельгія) |

| 20 грудня 1992 |

| Ефіопія                            | 3 – 1 | Бенін     |
| ---------------------------------- | ----- | --------- |
| Хуссейн 7' Бегуашав 38' Тенкер 50' |       | Сосса 21' |

| Хайле Селассіє, Аддис-Абеба, Ефіопія Арбітр: Крістофер Йолісіхра-Муса (Уганда) |

| 17 січня 1993 |

| Ефіопія | 0 – 1 | Марокко    |
| ------- | ----- | ---------- |
|         |       | Фертут 33' |

| Аддис-Абеба, Аддис-Абеба, Ефіопія Глядачів: 12,757 Арбітр: Мартін Біта Омонді (Кенія) |

| 17 січня 1993 |

| Бенін | 0 – 5 | Туніс                                           |
| ----- | ----- | ----------------------------------------------- |
|       |       | Тлемсані 15' Л. Руїссі 18', 42' Херіші 45', 61' |

| Стад де л'Амітьє, Котону, Бенін Глядачів: 5,933 Арбітр: Лазар Ессімі Мбенге (Камерун) |

| 31 січня 1993 |

| Туніс                            | 3 – 0 | Ефіопія |
| -------------------------------- | ----- | ------- |
| Лімам 4' Махжубі 73' Хамруні 89' |       |         |

| Стад ель-Менза, Туніс, Туніс Глядачів: 7,500 Арбітр: Жан-Фідель Дірамба (Габон) |

| 31 січня 1993 |

| Марокко                                                  | 5 – 0 | Бенін |
| -------------------------------------------------------- | ----- | ----- |
| Шауш 2', 17' Ель-Халеж 42' Абрамі 60' (пен.) Меззіан 72' |       |       |

| Прінс Мулей Абделла, Рабат, Марокко Глядачів: 9,602 Арбітр: Шериф Бубакар Мбає (Сенегал) |

| 28 лютого 1993 |

| Бенін     | 1 – 0 | Ефіопія |
| --------- | ----- | ------- |
| Аруна 62' |       |         |

| Стад де л'Амітьє, Котону, Бенін Арбітр: Закарія Камара (Гвінея) |

| 28 лютого 1993 |

| Марокко | 0 – 0 | Туніс |
| ------- | ----- | ----- |
|         |       |       |

| Мохаммед V, Касабланка, Марокко Глядачів: 60,000 Арбітр: Леслі Моттрам (Шотландія) |

### Група G
| Команда    | І       | В       | Н       | П       | Г+      | Г-      | РГ      | О       |
| ---------- | ------- | ------- | ------- | ------- | ------- | ------- | ------- | ------- |
| Сенегал    | 4       | 3       | 0       | 1       | 10      | 4       | +6      | 6       |
| Габон      | 4       | 2       | 1       | 1       | 7       | 5       | +2      | 5       |
| Мозамбік   | 4       | 0       | 1       | 3       | 3       | 11      | -8      | 1       |
| Мавританія | знялася | знялася | знялася | знялася | знялася | знялася | знялася | знялася |

Сенегал вийшов до Фінального раунду.
| 11 жовтня 1992 |

| Габон                        | 3 – 1 | Мозамбік    |
| ---------------------------- | ----- | ----------- |
| Нзамба 12', 24' Обамеянг 75' |       | Сардина 17' |

| Стад Омніспорт, Лібревіль, Габон Глядачів: 8,903 Арбітр: Жуан Ду Насіменту Гонсалвеш (Ангола) |

| 25 жовтня 1992 |

| Мозамбік | 0 – 1 | Сенегал    |
| -------- | ----- | ---------- |
|          |       | Діалло 86' |

| Ештадіу да Машава, Мапуту, Мозамбік Глядачів: 12,000 Арбітр: Крістіан Чикука (Замбія) |

| 19 грудня 1992 |

| Габон                          | 3 – 2 | Сенегал            |
| ------------------------------ | ----- | ------------------ |
| Амегас 37' Нзамба 60' Ондо 82' |       | Летте 34' Сане 74' |

| Стад Омніспорт, Лібревіль, Габон Глядачів: 25,000 Арбітр: Мамадуба Енгейдж Камара (Гвінея) |

| 17 січня 1993 |

| Мозамбік   | 1 – 1 | Габон      |
| ---------- | ----- | ---------- |
| Ованга 50' |       | Нзамба 40' |

| Ештадіу да Машава, Мапуту, Мозамбік Глядачів: 8,778 Арбітр: Алі Тахір Хафіді (Танзанія) |

| 30 січня 1993 |

| Сенегал                                          | 6 – 1 | Мозамбік  |
| ------------------------------------------------ | ----- | --------- |
| Сане 13', 20' Сек 27', 82' Бадіан 48' Діарра 75' |       | Тембе 44' |

| Леопольд Сенгор, Дакар, Сенегал Глядачів: 6,758 Арбітр: Еммануель Дада Обафемі (Нігерія) |

| 27 лютого 1993 |

| Сенегал    | 1 – 0 | Габон |
| ---------- | ----- | ----- |
| Бадіан 35' |       |       |

| Леопольд Сенгор, Дакар, Сенегал Арбітр: Мулай-Лахсен Наджаші (Марокко) |

### Група H
| Команда          | І                              | В                              | Н                              | П                              | Г+                             | Г-                             | РГ                             | О                              |
| ---------------- | ------------------------------ | ------------------------------ | ------------------------------ | ------------------------------ | ------------------------------ | ------------------------------ | ------------------------------ | ------------------------------ |
| Північна Родезія | 4                              | 3                              | 0                              | 1                              | 11                             | 3                              | +8                             | 6                              |
| Мадагаскар       | 4                              | 3                              | 0                              | 1                              | 7                              | 3                              | +4                             | 6                              |
| Намібія          | 4                              | 0                              | 0                              | 4                              | 0                              | 12                             | -12                            | 0                              |
| Танзанія         | знялася, результати анульовані | знялася, результати анульовані | знялася, результати анульовані | знялася, результати анульовані | знялася, результати анульовані | знялася, результати анульовані | знялася, результати анульовані | знялася, результати анульовані |

Збірна Намібії замінила збірну Буркіна-Фасо, оскільки остання знялася після жеребкування.
Замбія вийшла до Фінального раунду.
| 11 жовтня 1992 |

| Північна Родезія         | 2 – 0 анульовано | Танзанія |
| ------------------------ | ---------------- | -------- |
| Дж. Бваля 20' Мутале 30' |                  |          |

| Стадіон Незалежності, Лусака, Замбія Глядачів: 29,000 Арбітр: Джеральд Гватідзо (Зімбабве) |

| 11 жовтня 1992 |

| Мадагаскар                  | 3 – 0 | Намібія |
| --------------------------- | ----- | ------- |
| Жан-Поль 29' Гаррі 44', 58' |       |         |

| Махамасіна, Антананаріву, Мадагаскар Глядачів: 13,650 Арбітр: Гвансамі Монік (Маврикій) |

| 25 жовтня 1992 |

| Танзанія | 0 – 0 анульовано | Мадагаскар |
| -------- | ---------------- | ---------- |
|          |                  |            |

| Кірумба, Мванза, Танзанія Глядачів: 6,881 Арбітр: Чарльз Бакундукізе (Бурунді) |

| 25 жовтня 1992 |

| Намібія | 0 – 4 | Північна Родезія                      |
| ------- | ----- | ------------------------------------- |
|         |       | Чиквалаквала 15', 35' Мутале 22', 26' |

| Стадіон Незалежності, Віндгук, Намібія Арбітр: Луїс Яна Яна (Камерун) |

| 19 грудня 1992 |

| Танзанія               | 2 – 0 анульовано | Намібія |
| ---------------------- | ---------------- | ------- |
| Луняміла 52' Мінде 74' |                  |         |

| Кірумба, Мванза, Танзанія Арбітр: Чарльз Мазембе (Уганда) |

| 20 грудня 1992 |

| Мадагаскар                  | 2 – 0 | Північна Родезія |
| --------------------------- | ----- | ---------------- |
| Расоанаїво 52' Жан-Поль 90' |       |                  |

| Махамасіна, Антананаріву, Мадагаскар Глядачів: 23,050 Арбітр: Бекеле Кідане (Ефіопія) |

| 16 січня 1993 |

| Танзанія    | 1 – 3 анульовано | Північна Родезія                    |
| ----------- | ---------------- | ----------------------------------- |
| Джуманн 44' |                  | К. Бвалья 5' Мвіла 42' А. Бваля 67' |

| Кірумба, Мванза, Танзанія Глядачів: 8,894 Арбітр: Чарльз Бакундукізе (Бурунді) |

| 17 січня 1993 |

| Намібія | 0 – 1 | Мадагаскар |
| ------- | ----- | ---------- |
|         |       | Ремі 3'    |

| Стадіон Незалежності, Віндгук, Намібія Арбітр: Джелас Нтебу Мазоле (Ботсвана) |

| 20 січня 1993 |

| Північна Родезія                                     | 4 – 0 | Намібія |
| ---------------------------------------------------- | ----- | ------- |
| Чанса 4' Мусонда 2' (пен.) К. Бвалья 79' Сімамбе 84' |       |         |

| Стадіон Незалежності, Лусака, Замбія Арбітр: Жорже Маріу Фернандеш (Ангола) |

| 27 лютого 1993 |

| Північна Родезія                    | 3 – 1 | Мадагаскар     |
| ----------------------------------- | ----- | -------------- |
| Мутале 14' К. Бвалья 65' Мвітва 68' |       | Расоанаїво 82' |

| Стадіон Незалежності, Лусака, Замбія Арбітр: Хуссейн Алі Муса (Єгипет) |

### Група I
| Команда | І       | В       | Н       | П       | Г+      | Г-      | РГ      | О       |
| ------- | ------- | ------- | ------- | ------- | ------- | ------- | ------- | ------- |
| Гвінея  | 2       | 1       | 0       | 1       | 4       | 2       | +2      | 2       |
| Кенія   | 2       | 1       | 0       | 1       | 2       | 4       | -2      | 2       |
| Гамбія  | знялася | знялася | знялася | знялася | знялася | знялася | знялася | знялася |
| Малі    | знялася | знялася | знялася | знялася | знялася | знялася | знялася | знялася |

Гвінея вийшла до Фінального раунду.
| 20 грудня 1992 |

| Гвінея                                     | 4 – 0 | Кенія |
| ------------------------------------------ | ----- | ----- |
| Ф. Камара 51' Уларе 53' Т. Камара 65', 89' |       |       |

| 28 вересня, Конакрі, Гвінея Глядачів: 23,000 Арбітр: Інфалі Кассама (Габон) |

| 27 лютого 1993 |

| Кенія                | 2 – 0 | Гвінея |
| -------------------- | ----- | ------ |
| Мотего 10' Начок 88' |       |        |

| Міжнародний спортивний центр Мої, Найробі, Кенія Глядачів: 6,785 Арбітр: Фетхі Бусетта (Туніс) |

## Фінальний раунд

### Група A
| Команда     | І | В | Н | П | Г+ | Г- | РГ | О |
| ----------- | - | - | - | - | -- | -- | -- | - |
| Нігерія     | 4 | 2 | 1 | 1 | 10 | 5  | +5 | 5 |
| Кот-д'Івуар | 4 | 2 | 1 | 1 | 5  | 6  | −1 | 5 |
| Алжир       | 4 | 0 | 2 | 2 | 3  | 7  | −4 | 2 |

Нігерія кваліфікувалася на Чемпіонат світу.
| 16 квітня 1993 |

| Алжир       | 1–1 | Кот-д'Івуар  |
| ----------- | --- | ------------ |
| Тасфаут 28' |     | Бен Салах 4' |

| Стад Акід Лотфі, Тлемсен (Алжир) Глядачів: 25,000 Арбітр: Омер Єнго (Конго) |

| 2 травня 1993 |

| Кот-д'Івуар                   | 2–1 | Нігерія  |
| ----------------------------- | --- | -------- |
| А. Траоре 70' (p) Уаттара 75' |     | Єкіні 5' |

| Фелікс Уфує-Боїньї, Абіджан (Кот-д'Івуар) Глядачів: 27,512 Арбітр: Лім Кі Чон (Маврикій) |

| 3 липня 1993 |

| Нігерія                              | 4–1 | Алжир      |
| ------------------------------------ | --- | ---------- |
| Окоча 12' Єкіні 26', 32' Амокачі 88' |     | Тасфаут 5' |

| Національний стадіон, Лагос (Нігерія) Глядачів: 47,645 Арбітр: Жан-Фідель Дірамба (Габон) |

| 18 липня 1993 |

| Кот-д'Івуар | 1–0 | Алжир |
| ----------- | --- | ----- |
| Тьєї 86'    |     |       |

| Фелікс Уфує-Боїньї, Абіджан (Кот-д'Івуар) Глядачів: 35,000 Арбітр: Чарльз Масембе (Уганда) |

| 25 вересня 1993 |

| Нігерія                                  | 4–1 | Кот-д'Івуар |
| ---------------------------------------- | --- | ----------- |
| Оліха 20' Амокачі 25' Єкіні 57' (p), 79' |     | Тьєї 50'    |

| Національний стадіон, Лагос (Нігерія) Глядачів: 65,000 Арбітр: Неджі Жуїні (Туніс) |

| 8 жовтня 1993 |

| Алжир       | 1–1 | Нігерія    |
| ----------- | --- | ---------- |
| Тасфаут 66' |     | Джордж 20' |

| Стадіон 5 липня 1962 року, Алжир (Алжир) Глядачів: 2,610 Арбітр: Лім Кі Чон (Маврикій) |

### Група B
| Команда          | І | В | Н | П | Г+ | Г- | РГ | О |
| ---------------- | - | - | - | - | -- | -- | -- | - |
| Марокко          | 4 | 3 | 0 | 1 | 6  | 3  | +3 | 6 |
| Північна Родезія | 4 | 2 | 1 | 1 | 6  | 2  | +4 | 5 |
| Сенегал          | 4 | 0 | 1 | 3 | 1  | 8  | −7 | 1 |

Марокко кваліфікувався на Чемпіонат світу.
| 18 квітня 1993 |

| Марокко  | 1–0 | Сенегал |
| -------- | --- | ------- |
| Шауш 82' |     |         |

| Мохаммед V, Касабланка (Марокко) Глядачів: 75,000 Арбітр: Альхаджі Фає (Гамбія) |

| 4 липня 1993 |

| Північна Родезія             | 2–1 | Марокко   |
| ---------------------------- | --- | --------- |
| К. Бвалья 60' Дж. Бвалья 67' |     | Дауді 11' |

| Стадіон Незалежності, Лусака (Замбія) Глядачів: 50,000 Арбітр: Хафід Алі Тахір (Танзанія) |

| 17 липня 1993 |

| Сенегал  | 1–3 | Марокко                        |
| -------- | --- | ------------------------------ |
| Сане 65' |     | Буйбуд 8' Дауді 62' Фертут 75' |

| Леопольд Сенгор, Дакар (Сенегал) Глядачів: 43,412 Арбітр: Неджі Жуїні (Туніс) |

| 7 серпня 1993 |

| Сенегал | 0–0 | Північна Родезія |
| ------- | --- | ---------------- |
|         |     |                  |

| Фелікс Уфує-Боїньї, Абіджан (Кот-д'Івуар) Глядачів: 15,000 Арбітр: Мохаммад Авад Фуда (Саудівська Аравія) |

| 26 вересня 1993 |

| Північна Родезія                                  | 4–0 | Сенегал |
| ------------------------------------------------- | --- | ------- |
| Мбасела 11' Літана 55' Малітолі 71' К. Бвалья 85' |     |         |

| Стадіон Незалежності, Лусака (Замбія) Глядачів: 50,000 Арбітр: Кванг-Таїк Кім (Південна Корея) |

| 10 жовтня 1993 |

| Марокко      | 1–0 | Північна Родезія |
| ------------ | --- | ---------------- |
| Лагріссі 62' |     |                  |

| Мохаммед V, Касабланка (Марокко) Глядачів: 149,383 Арбітр: Жан-Фідель Дірамба (Габон) |

### Група C
| Команда  | І | В | Н | П | Г+ | Г- | РГ | О |
| -------- | - | - | - | - | -- | -- | -- | - |
| Камерун  | 4 | 3 | 0 | 1 | 7  | 3  | +4 | 6 |
| Зімбабве | 4 | 2 | 0 | 2 | 3  | 6  | −3 | 4 |
| Гвінея   | 4 | 1 | 0 | 3 | 4  | 5  | −1 | 2 |

Камерун кваліфікувався на Чемпіонат світу.
| 18 квітня 1993 |

| Камерун                | 3–1 | Гвінея    |
| ---------------------- | --- | --------- |
| Чамі 7', 49' Еване 90' |     | Силла 62' |

| Стад Ахмаду Ахіджо, Яунде (Камерун) Глядачів: 32,761 Арбітр: Рашид Меджиба (Алжир) |

| 2 травня 1993 |

| Гвінея                               | 3–0 | Зімбабве |
| ------------------------------------ | --- | -------- |
| Т. Камара 2' Драме 16' Ф. Камара 80' |     |          |

| 28 вересня, Конакрі (Гвінея) Глядачів: 25,000 Арбітр: Мохамед Бахар (Марокко) |

| 4 липня 1993 |

| Зімбабве | 1–0 | Камерун |
| -------- | --- | ------- |
| Саву 86' |     |         |

| Національний стадіон, Хараре (Зімбабве) Глядачів: 71,160 Арбітр: Еммануель Дада Обафемі (Нігерія) |

| 18 липня 1993 |

| Гвінея | 0–1 | Камерун  |
| ------ | --- | -------- |
|        |     | Ембе 45' |

| 28 вересня, Конакрі (Гвінея) Глядачів: 15,000 Арбітр: Джамаль Аш-Шаріф (Сирія) |

| 26 вересня 1993 |

| Зімбабве | 1–0 | Гвінея |
| -------- | --- | ------ |
| Саву 3'  |     |        |

| Національний стадіон, Хараре (Зімбабве) Глядачів: 54,955 Арбітр: Омер Єнго (Конго) |

| 10 жовтня 1993 |

| Камерун                            | 3–1 | Зімбабве      |
| ---------------------------------- | --- | ------------- |
| Омам-Біїк 13' (p), 27' Мабоанг 89' |     | А. Ндлову 50' |

| Стад Ахмаду Ахіджо, Яунде (Камерун) Глядачів: 85,000 Арбітр: Альхаджі Фає (Гамбія) |

## Учасники
До фінальної частини світової першості вийшли три представники конфедерації КАФ.
| Команда | Спосіб кваліфікації                 | Дата кваліфікації | Попередні участі на чемпіонатах світу |
| ------- | ----------------------------------- | ----------------- | ------------------------------------- |
| Нігерія | Переможці Групи A Фінального раунду | 8 жовтня 1993     | 0 (уперше)                            |
| Марокко | Переможці Групи B Фінального раунду | 10 жовтня 1993    | 2 (1970, 1986)                        |
| Камерун | Переможці Групи C Фінального раунду | 10 жовтня 1993    | 2 (1982, 1990)                        |

## Бомбардири
8 голів
- Рашиді Єкіні

6 голів
- Еджент Саву

5 голів
- Абдельхафід Тасфаут
- Абдулає Траоре
- Мохаммед Шауш

4 голи
- Альфонс Чамі
- Хоссам Хассан
- Гі Роже Нзамба
- Сулейман Сане
- Калуша Бвалья

3 голи
- Жоель Тьєї
- Тіті Камара
- Абдельмажид Буйбуд
- Юссеф Фертут
- Аєді Хамруні
- Кельвін Мутале

2 голи
- Мурад Мезіан
- Франсуа Омам-Біїк
- Омар Бен Салах
- Ахмед Ель-Касс
- Фоде Камара
- Жан-Поль
- Гаррі Еліз Рандріанаїво
- Рашид Дауді
- Мусса Ахая
- Даніель Амокачі
- Фініді Джордж
- Мусса Бадіан
- Алагам Сек
- Тауфік Херіші
- Мохамед Алі Махжубі
- Фаузі Руїсі
- Лотфі Руїссі
- Мозес Чиквалаквала
- Адам Ндлову
- Пітер Ндлову

1 гол
- Мохамед Брахімі
- Антоніу Нету
- Жозе Невеш
- Паулан
- Юссуф Аруна
- Юлог Сакраменто
- Комлан Ламберт Сосса
- Ітумеленг Дуїкер
- Амані Габімана
- Альберт Нійонкуру
- Олів'є Джаппа
- Ернест Ебонге
- Давід Ембе
- Джекоб Еване
- Жан-П'єр Ф'яла
- Емманюель Мабоанг
- Джозеф Мбарга
- Еммануель Тікі
- Люсьєн Кассі-Куадіо
- Ахмед Уаттара
- Яссер Еззат
- Айман Мансур
- Хані Рамзі
- Мільйон Бегуашав
- Менгіцу Хуссейн
- Аснаке Тенкер
- Франсуа Амегас
- П'єр Обамеянг
- Валері Ондо
- Чарльз Аконнор
- Кваме Аю
- Абеді Пеле
- Тоні Єбоа
- Секу Умар Драме
- Сулейман Уларе
- Мохамед Силла
- Генрі Мотего
- Патрік Начок
- Етьєн Радо Расоанаїво
- Фіді Расоанаїво
- Фредерік Ремі
- Лахсен Абрамі
- Тахар Ель-Халеж
- Абдельсалам Лагріссі
- Мохаммед Лашаф
- Абделькабір Меззіан
- Мохамед Самаді
- Арналду Ованга
- Антоніу Сардина
- Енріке Тембе
- Сумайла Яттага
- Едема Фулуду
- Джей-Джей Окоча
- Томсон Оліха
- Річард Дадді Овубокірі
- Самсон Сяся
- Мамаду Діарра
- Мамаду Діалло
- Папа Ях'я Летте
- Гарольд Легоді
- Філемон Масінґа
- Турбі Тербланш
- Саліссу Алі
- Таджу Салу
- Жамеледдін Лімам
- Адель Селлімі
- Зіяд Тлемсані
- Окіта Качі
- Джонсон Бвалья
- Віздом Чанса
- Елайджа Літана
- Кеннет Малітолі
- Джиббі Мбасела
- Чарлі Мусонда
- Тімоті Мвітва
- Кенан Сімамбе
- Генрі Маккоп